# Wojciech Kubik
Wojciech Kubik (ur. 13 stycznia 1953 w Bystrej, zm. 16 stycznia 1992 w Wieliczce) – polski saneczkarz
Swoją karierę saneczkarską rozpoczął jako nastoletni chłopiec wygrywając zawody międzyszkolne zorganizowane w Bystrej. To był jego pierwszy w życiu ślizg oblodzonym torem, mierzącym 1050 m i mającym aż 24 zakręty. Zauważony przez Klub LZS Mikluszowice zaczął trenować saneczkarstwo. Brał udział w Mistrzostwach Europy w Villar de Lans we Francji, na torach w Königssee i Oberwiesenthal w Niemczech, w Czechach, w Mistrzostwach Europy w Austrii, Szwajcarii, Szwecji na torze w Hammarstrand, w Mistrzostwach Świata we Włoszech. Brał również udział w zawodach o Memoriał Stanisława Paczki.

## 1968 r.
- I miejsce w Konkurencji Jedynek Chłopców o Puchar RP.LZS Bielsko.

## 1969 r.
- I miejsce w Indywidualnych Saneczkowych Mistrzostwach Polski w Krynicy w dwójkach wraz ze Zbigniewem Wójcigą i tytuł Saneczkowego Mistrza Polski.
- I miejsce w Indywidualnych Saneczkowych Mistrzostwach Polski w Krynicy w jedynkach.
- I miejsce w Konkurencji Jedynek Chłopców i Młodzików o Mistrzostwo Okręgu Katowickiego.
- III miejsce  w Konkurencji Dwójek Młodzików o Mistrzostwo Okręgu Katowickiego z Cz. Kwaśny.

## 1970 r.
- Saneczkowy I Wicemistrz Polski.
- I miejsce w zawodach w NRD.
- III miejsce w CSRR.
- II miejsce w Mistrzostwach Polski Seniorów w dwójkach z Mirosławem Więckowskim.
- V miejsce w Międzynarodowych Zawodach Saneczkowych o memoriał kpt. R. Loteczki z Mirosławem Więckowskim.
- V miejsce w Międzynarodowych Mistrzostwach Polski w dwójkach z Mirosławem Więckowskim.

## 1971 r.
- I Wicemistrz Polski Juniorów Starszych.
- I miejsce w Mistrzostwach Śląska Juniorów.
- I Wicemistrz Polski w jedynkach mężczyzn
- Mistrz Polski w dwójkach z Mirosławem Więckowskim.

## 1972 r.
- V miejsce w dwójkach z Miłosławem Więckowskim na Igrzyskach Olimpijskich w Sapporo z czasem 1:29,66.

Marzył o kolejnych zawodach i sukcesach w saneczkarstwie i o zostaniu trenerem, jednak zrezygnował ze sportu. Ożenił się z Krystyną Bednarską i mają dwóch synów Macieja i Dawida. Osiadł na stałe w Wieliczce, gdzie 16 stycznia 1992 roku zmarł. Spoczywa na cmentarzu w Wieliczce.